# Caloria
La caloria (simbolo cal), nella termodinamica, è un'unità di misura dell'energia.
È stata originariamente definita come l'energia necessaria per innalzare di 1 °C (precisamente, da 14,5 °C a 15,5 °C) la temperatura di 1 g di acqua distillata alla pressione atmosferica. Esistono varie definizioni, ciascuna usata in determinati ambiti scientifici o ingegneristici, che cambiano a seconda della temperatura dell'acqua. Sebbene il valore energetico di un alimento e il consumo di energia nell'attività fisica vengano ancora indicati in kcal, il Sistema internazionale di unità di misura adotta il joule (J) e il suo multiplo kilojoule (kJ, pari a 1000 J).

## Storia
La prima definizione mai pubblicata di Caloria (la grande caloria o chilocaloria) è attribuita a Nicolas Clément che, nel 1825, la definiva come la quantità di calore necessaria ad innalzare di un grado Celsius la temperatura di 1 kg d'acqua da 0 °C a 1 °C, si tratta della prima definizione tecnica adottata.
James Prescott Joule calcolò nel 1850, in base a un esperimento chiamato mulinello di Joule, l'equivalente meccanico del calore necessario a innalzare di 1 °F (5/9 °C) la temperatura di una libbra (circa 454 g) d'acqua a 55–60 °F (13–16 °C) ottenendo un valore di 772,692 {\textstyle {{\text{ft}}\cdot {\text{lb}}_{\text{f}} \over {\text{Btu}}}} equivalenti a 4,16 J/cal con un errore dello 0,6% circa sul valore moderno. Attorno all'albero erano avvolti due fili passanti ciascuno per una carrucola e a ciascuna estremità vi era una massa. Le masse, scendendo per forza di gravità, facevano ruotare mediante il filo delle palette, che muovendo l'acqua la riscaldavano.

## Terminologia
In genere nel linguaggio comune, con la parola "calorie" si intendono le kilocalorie; per esempio, dicendo che in un etto di pane ci sono 250 calorie si vuole dire 250 kilocalorie (ovvero 250.000 calorie propriamente dette).
In biologia e in nutrizione la kilocaloria (simbolo kcal), è l'energia necessaria per innalzare la temperatura di un kg di acqua distillata da 14,5 a 15,5 °C a pressione di 1 atm, e corrisponde quindi a 1000 piccole calorie. È usata per indicare l'apporto energetico medio di una certa quantità specificata di alimento (ad esempio un grammo, 100 grammi o una porzione).
Un tempo si usavano le definizioni piccola caloria e grande caloria (rispettivamente indicate dai simboli cal e Cal).

## Varianti
La quantità di calore per aumentare la temperatura di 1 g di acqua di 1 °C dipende dalla temperatura iniziale della stessa, pertanto esistono diverse definizioni di caloria:
- Caloria termochimica: 1 calth = 4,184 J. La commissione sulla nomenclatura dell'Unione internazionale di scienze della nutrizione raccomanda l'utilizzo di questo fattore per convertire le misure del valore energetico del cibo espresse in kilocalorie (kcal) in kilojoule, 1 kcal = 4,184 kJ.[8] Corrisponde all'incirca al calore da fornire a 1 g d'acqua per farla passare da 16,5 °C a 17,5 °C.[9][10] In origine fu definita come 1/100 del calore necessario a portare 1 g d'acqua da 0 a 100 °C.[11]
- Caloria a 15 °C: 1 cal15 = 4,1855 J = 3,968×10−3 BTU. È la caloria così come definita originariamente quale energia in grado di innalzare la temperatura di 1 g d'acqua a pressione atmosferica da 14,5 °C a 15,5 °C. Tale valore sperimentale fu pubblicato dal CIPM nel 1950 sulla base della misura del calore specifico dell'acqua a 15 °C, che in base a tale definizione misura 1 {\displaystyle {\tfrac {\text{cal}}{\text{g·°C}}}}[12].
- Caloria internazionale: 1 calIT = 1,163 mW·h = 4,1868 J. È stata definita nell'International Steam Table del 1929 prima come 1/860 W·h e in seguito ridefinita nella Fifth International Conference on the Properties of Steam del 1956 come 4,1868 J esatti. Il valore del 1956 fu suggerito da E. J. Le Fevre in quanto facilitava nell'era pre-computer la conversione tra i valori di calore specifico espressi in {\displaystyle {\tfrac {\text{Btu}}{\text{lb·°F}}}} e quelli espressi in {\displaystyle {\tfrac {\text{kcal}}{\text{kg·°C}}}} infatti 1 {\displaystyle {\tfrac {{\text{Btu}}_{\text{IT}}}{\text{lb·°F}}}} = 1 {\displaystyle {\tfrac {{\text{kcal}}_{\text{IT}}}{\text{kg·°C}}}}[13].

## Nutrizione

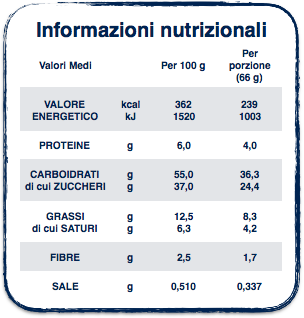
Esempio di etichetta nutrizionale con indicato il valore energetico in kcal e kJ.

La determinazione dell'apporto calorico fu fatta inizialmente per lo zucchero più semplice, cioè il glucosio, l'alimento di più facile assimilazione.
Di ogni alimento si può determinare l'apporto energetico medio sulla base dei componenti detti tenendo conto che:
- 1 g di carboidrati sviluppa 3,8 kcal
- 1 g di proteine sviluppa 4,1 kcal
- 1 g di lipidi sviluppa 9,3 kcal
- 1 g di etanolo sviluppa 7 kcal[14]

Sulla confezione di quasi tutti gli alimenti è indicato l'apporto calorico medio, tipicamente espresso in kJ ed in kcal, riferito a 100 g di alimento o ad una porzione di alimento.